# Валёк (аэропорт)
Валёк — аэропорт местных авиалиний.
Расположен в Красноярском крае в 7 км северо-восточнее Норильска, на берегу реки Норильской. Своё название аэропорт получил от реки Валёк, впадающей в Норильскую вблизи местоположения аэропорта.
Обслуживает самолёты Ан-3, Ан-2 и классом ниже и вертолёты всех типов.
Основная деятельность аэропорта — перевозки грузов и людей в интересах «Норникеля», и других организаций. Территория перевозок — весь Таймырский полуостров, и в отдельных случаях, более удалённые точки.
Помимо перечисленных услуг на территории аэропорта располагается Авиационно-техническая база ОАО АК Таймыр, которая предоставляет услуги по техническому обслуживанию воздушных судов Ан-2, Ан-3, Ми-8Т, Ми-8МТВ-1 по оперативным и периодическим регламентам.
Ближайшие аэропорты и расстояние до них:
- Алыкель — 41,2 км
- Дудинка — 86,0 км
- Снежногорск — 150,0 км

## Характеристики аэропорта
- Географические координаты (KTA): 69°23,82′ с. ш. 88°21,24′ в. д.HGЯO
- Местное время: UTC +7
- Код аэропорта ИКАО: УООВ (UOOW)
- Занимаемая площадь — 650,0 тысяч квадратных метров.
- Размеры взлётно-посадочной полосы (ГВПП): 650 х 28 метров.
- Средняя температура воздуха −10,2˚С. Максимальная +32˚С, абсолютный минимум −60˚С.
- Среднее атмосферное давление 742 мм.рт.ст., максимальное 772 мм.рт.ст., минимальное 716 мм.рт.ст.
- Средняя относительная влажность 74%
- Средняя скорость ветра 4,9 м/с, максимальная 25 м/с
- Явления, ухудшающие видимость: метели, адвентивные и адвективно-радиационные туманы, снежная мгла. Морозные туманы наблюдаются редко.
- Максимум ограниченной видимости менее 3 км в зимний период, с ноября по апрель морозные туманы, дымка, метели, снегопады, минимум в июле.
- Облачность 400 м и ниже с апреля по ноябрь.